# Prionus elliotti
Prionus elliotti är en skalbaggsart som beskrevs av Charles Joseph Gahan 1906. Prionus elliotti ingår i släktet Prionus och familjen långhorningar.
Artens utbredningsområde är Pakistan. Inga underarter finns listade i Catalogue of Life.